# L'assassino si chiama Pompeo
L'assassino si chiama Pompeo è un film comico del 1962, diretto da Marino Girolami.

## Trama
Pompeo Sisini è un uomo timido e impressionabile. Dopo l'omicidio di una donna nella sua città, Pompeo, che non ricorda cosa abbia fatto la sera del delitto a causa dell'alcol, inizia a credere di essere l'assassino e di essere ricercato, poiché molti piccoli indizi sembrano accusarlo. Dopo vari colpi di scena, equivoci, momenti di paura e tentativi maldestri di sviare i sospetti da sé, Pompeo decide di costituirsi. Tuttavia, quando arriva in questura, il vero assassino è appena stato arrestato e ha confessato, e lui viene scambiato per un perditempo e cacciato via.

## Produzione
Il film, prodotto dalla Cinematografica Lombarda e Castello Film di Antonio Mambretti, è stato girato negli studi ICET di Milano.